# 沙兰·弗拉纳根
沙兰·弗拉纳根（英語：Shalane Flanagan，1981年7月8日—）生于科罗拉多州博尔德，是一名美国女子田径运动员，主攻长跑。原本获得2008年北京奥运女子10000米铜牌，后来由于土耳其选手埃尔万·阿贝莱盖塞因生物护照问题被取消该项目成绩，弗拉纳根递补获得银牌。